# Reseda bucharica
Reseda bucharica là một loài thực vật có hoa trong họ Resedaceae. Loài này được Litv. miêu tả khoa học đầu tiên.